# Skara FC
Skara FC är en fotbollsklubb från Skara i Västergötland. Klubben bildades år 1995 genom att man tog över fotbollsverksamheten från IFK Skara och Skara IF. Den nya klubben spelade sin första säsong 1996. De spelar sina hemmamatcher på Sparbanken Arena på Vilans friluftsområde. Klubben spelar i vita tröjor och blåa byxor.
2011 spelade både dam- och herrlaget i division 4. Säsongen 2023 flyttades herrlaget upp till Division 3 efter en 1-0 vinst mot Lidköping Syrianska.